# Wzgórza Strzelińskie
Wzgórza Strzelińskie – pasmo wzgórz leżące na Przedgórzu Sudeckim. Zgodnie z podziałem fizycznogeograficznym (według Kondrackiego i Walczaka) jest to mikroregion należący do mezoregionu Wzgórza Niemczańsko-Strzelińskie.

## Krajobraz
Pasmo jest niewysokie, wysokość względna 180-220 metrów, kulminacja sięga 393 m n.p.m., jednak ze względu na stromo opadające zbocza nabrało charakteru pasma górskiego. Pasmo jest rozciągnięte południkowo, od zachodu ogranicza je dolina rzeki Oławy, od wschodu dolina Krynki. Zasadniczy grzbiet bierze początek na południowym przedmieściu Strzelina, a kończy się na północ od Ziębic. Wzgórza ciągną się dalej na południe i pd.-wsch. od Ziębic, ale nie mają już wyraźnej struktury.
Najwyższe szczyty Wzgórz Strzelińskich: Gromnik (393 m n.p.m.), Kalinka (386 m n.p.m.), Nowoleska Góra (383 m n.p.m.) leżą w połowie grzbietu. Rozdziela je siodło, w obrębie którego rozłożyły się trzy miejscowości Dobroszów, Kaczowice i Romanów. Pozostała część grzbietu i zbocza są gęsto zalesione. Tereny leżące u podnóża wzniesień i sąsiadujące doliny Krynki i Oławy były już od średniowiecza gęsto zaludnione i intensywnie wykorzystywane gospodarczo.

### Szczyty
- Gromnik – 393 m n.p.m.
- Kalinka – 386 m n.p.m.
- Nowoleska Góra – 383 m n.p.m.
- Borowa – 335,5 m n.p.m.
- Miecznik – 310,41 m n.p.m.
- Folwarczna Góra – 291,2 m n.p.m.
- Pałąk – 284,1 m n.p.m.
- Garnczarek – 275,3 m n.p.m.
- Koziniec – 245,7 m n.p.m.
- Góra Gliczyna – 225,3 m n.p.m.
- Klasztorna – 216,2 m n.p.m.
- Glinica – 212,4 m n.p.m.
- Chmieliniec – 211,43 m n.p.m.
- Góra Szańcowa – 208,3 m n.p.m.
- Piaszna – 201,9 m n.p.m.
- Gębicka Góra – 190,4 m n.p.m.
- Grodna – 186,3 m n.p.m.
- Góra Gródek – 186,0 m n.p.m.
- Parkowa – 183,9 m n.p.m.

## Budowa geologiczna
Pod względem geologicznym Wzgórza Strzelińskie należą do bloku przedsudeckiego. Zbudowane są ze staropaleozoicznych skał metamorficznych – gnejsów, łupków łyszczykowych, kwarcytów, łupków kwarcowych, amfibolitów, marmurów, poprzecinanych licznymi żyłami karbońskich i permskich kwaśnych skał magmowych, tzw. granitów (granity, granodioryty, tonality), a także trzeciorzędowymi bazaltami. Częściowo przykrywają je skały osadowe, wieku mioceńskiego (iły) i plejstoceńskiego (gliny, lessy). Na terenie wzgórz znajdują się czynne oraz liczne opuszczone kamieniołomy, świadczące o górniczej przeszłości. Niektóre z nich zalane są wodą. Występujący tu granit wydobywany w kamieniołomach strzelińskich, łupki kwarcytowe i kryształ górski w Jegłowej oraz liczne minerały magmowe i metamorficzne.

## Atrakcje turystyczne
Pozostały liczne pamiątki w postaci dworów, folwarków, zamków, kościołów, nieczynne wyrobiska, wapienniki. Są one obecnie atrakcjami turystycznymi. Do największych należy klasztor cystersów w Henrykowie, Arboretum w Wojsławicach, Strzelin i Ziębice (ze średniowiecznymi układami urbanistycznymi), zamek na wodzie w Witostowicach, zameczki w Przewornie i Siemisławicach, ruiny zamku na Gromniku, kościoły o średniowiecznym rodowodzie: Biały Kościół, Jegłowa, barokowe w Siemisławicach, Dobroszowie, średniowieczne monolitowe kamienne krzyże  i in.
Zalesione wzgórza są doskonałym terenem do uprawiania turystyki rowerowej, pieszej i narciarskiej oraz narciarstwa biegowego. Przebiega tu kilka szlaków pieszych. Największymi węzłami są Gromnik oraz „Skrzyżowanie pod Dębami”. Bazą wypadową jest Biały Kościół, gdzie nad zalewem znajduje się ośrodek wypoczynkowy, uzupełniony kilkoma gospodarstwami agroturystycznymi w okolicy. Obszar jest dobrze skomunikowany z Wrocławiem poprzez linię kolejową Wrocław – Praga (obecnie żaden pociąg bezpośrednio do Pragi nie jeździ), stacje znajdują się w Strzelinie, Białym Kościele, Henrykowie i Ziębicach.

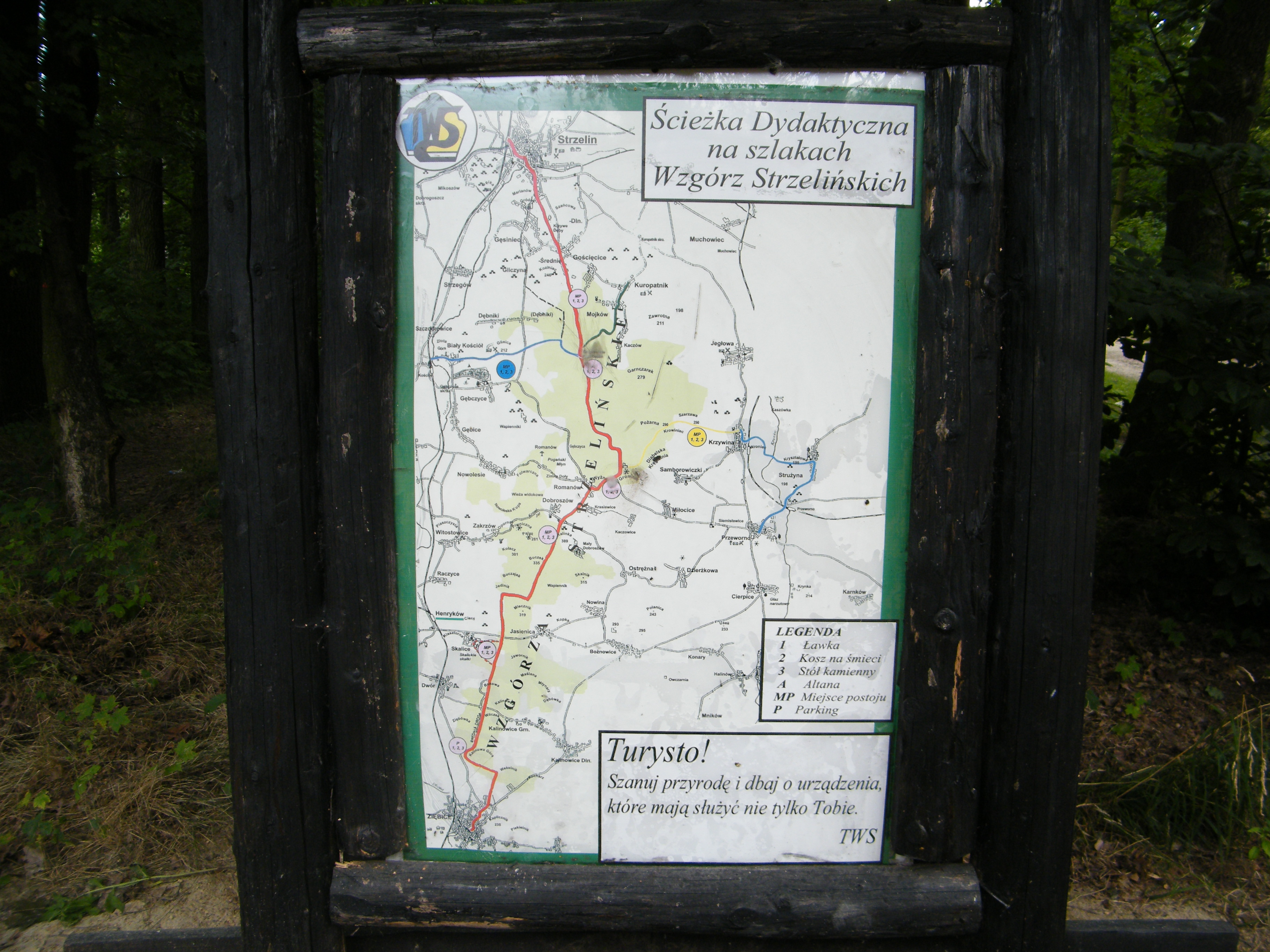
Mapa szlaków turystycznych
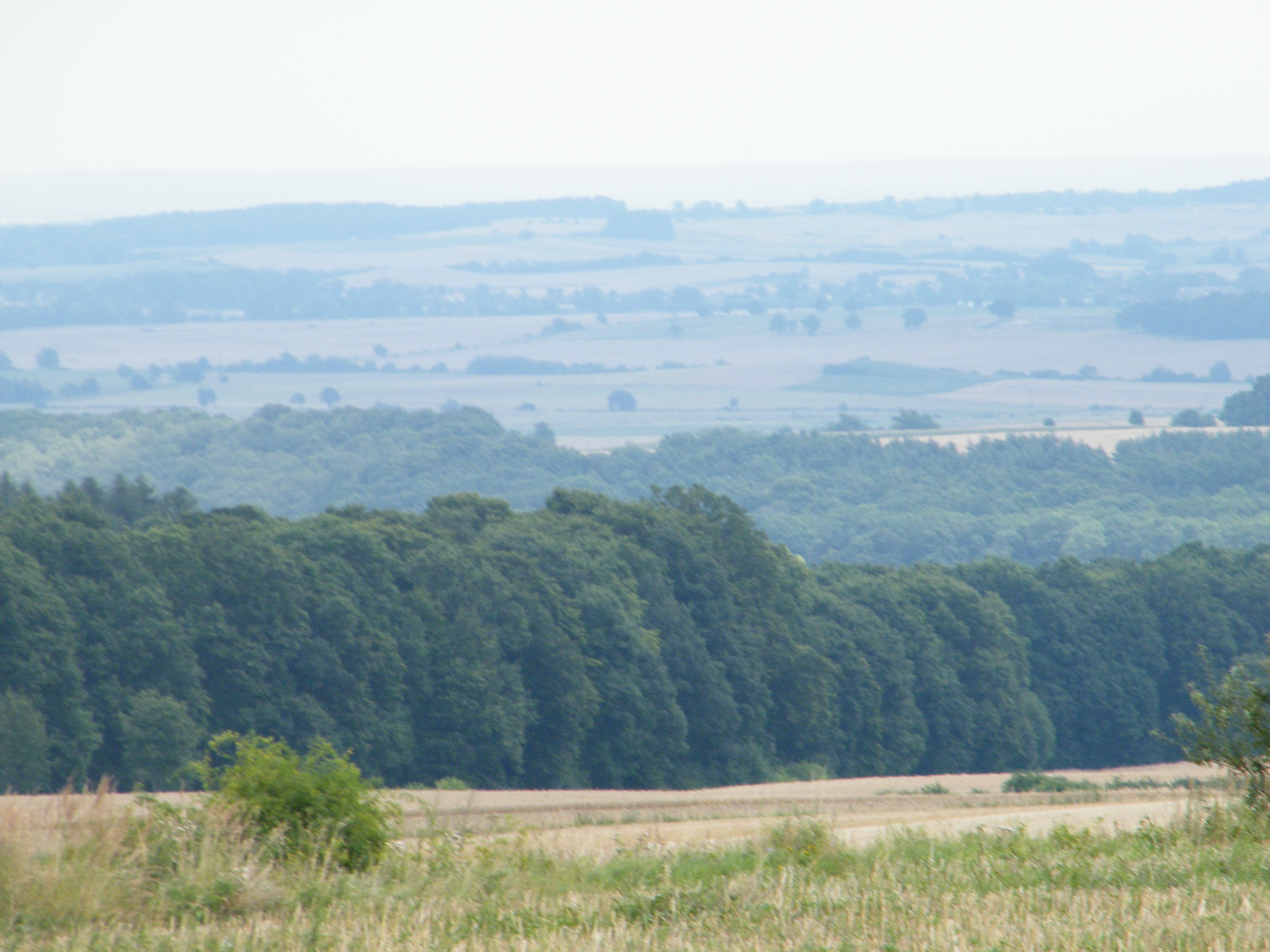
Wzgórza Strzelińskie, krajobraz w okolicy miejscowości Dobroszów
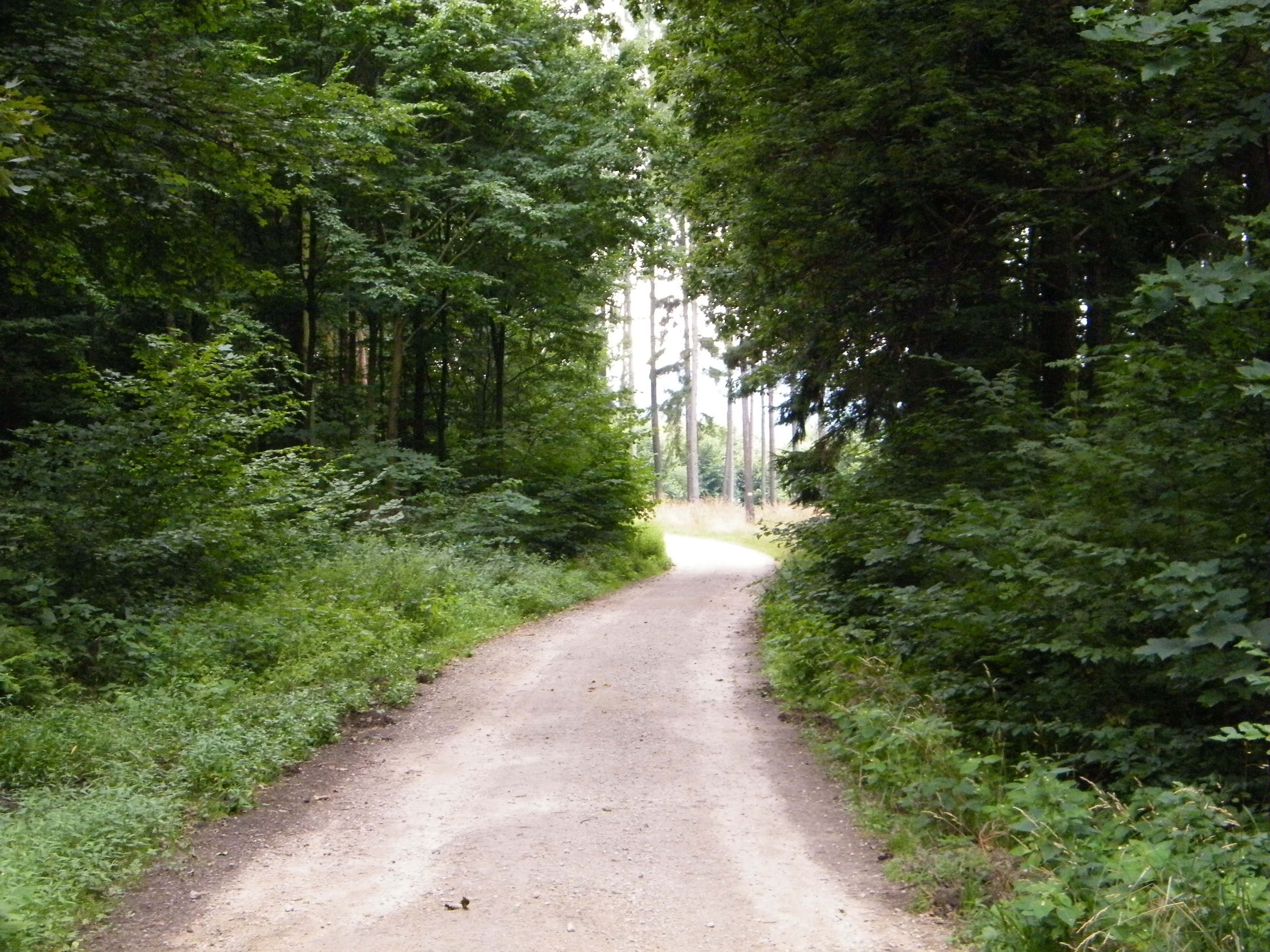
Ścieżka turystyczna prowadząca na Gromnik
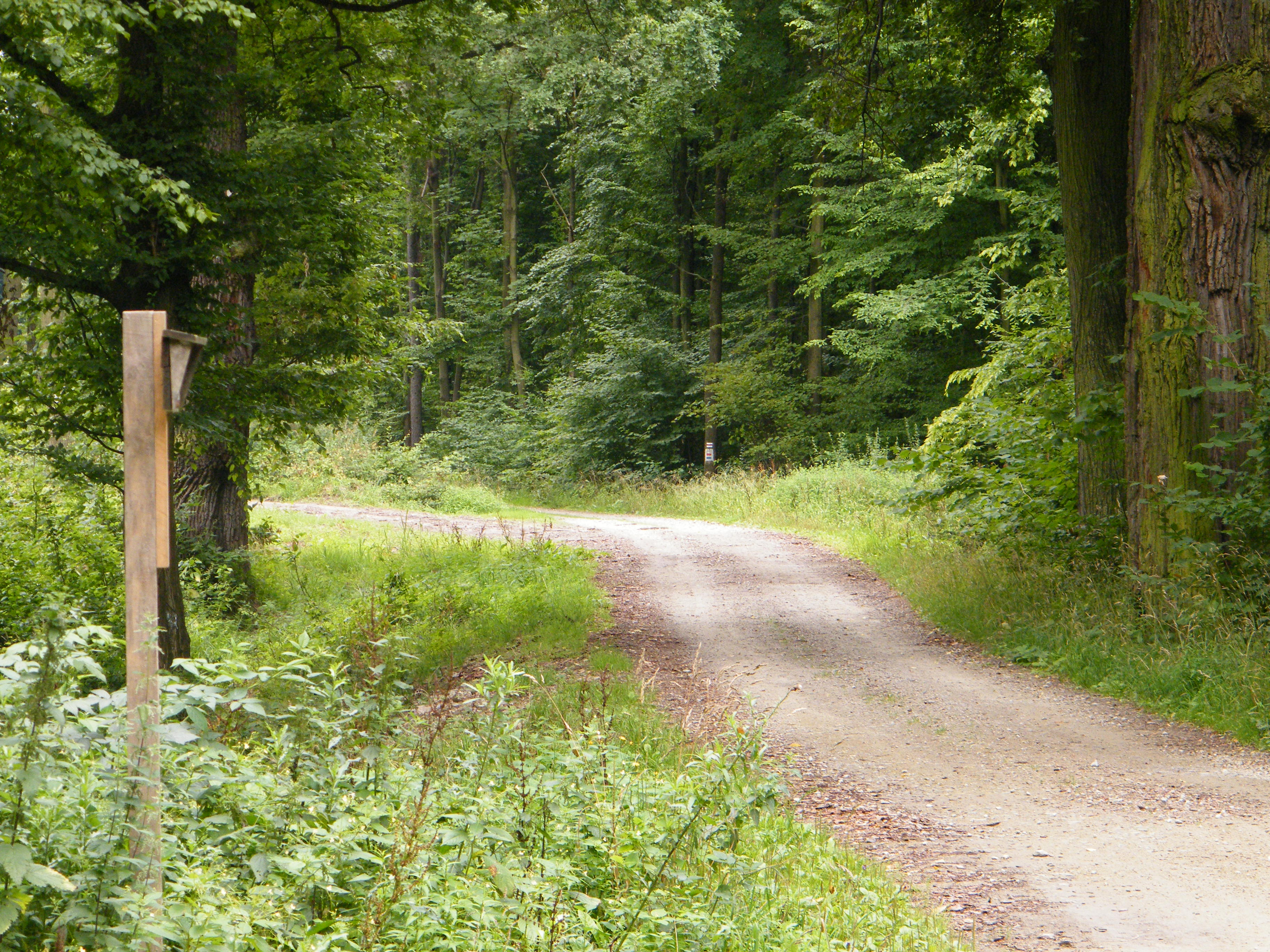
Las w okolicy szczytu Gromnika